# Конвой «Вевак № 6»
Конвой «Вевак № 6» — японський конвой часів Другої світової війни, проведення якого відбувалось у липні 1943-го.
Пунктом призначення конвою був Вевак на північному узбережжі Нової Гвінеї, де розміщувався головний японський гарнізон на цьому острові. Вихідним пунктом став Палау — важливий транспортний хаб на заході Каролінських островів.
До складу конвою увійшли транспорти «Бенгал-Мару», «Тохо-Мару», «Йошида-Мару № 3» (Yoshida Maru No. 3), «Мая-Мару» (Maya Maru) та «Сінсей-Мару № 1» (Shinsei Maru No. 1), які, зокрема, перевозили військовослужбовців 41-ї піхотної дивізії. Охорону забезпечували есмінці «Амацукадзе» та «Уракадзе» і мінний загороджувач «Ширатака» (Shirataka).
Конвой вийшов з порту 5 липня 1943-го. Хоча поблизу Палау регулярно діяли американські підводні човни, а Вевак лежав у межах досяжності ворожої авіації, проте конвой пройшов без втрат. 10 липня він досягнув Веваку, розвантажився та тієї ж доби рушив у зворотний шлях, але майже одразу на «Тохо-Мару» сталась аварія машини й «Уракадзе» взяв його на буксир. 16 липня основна частина загону повернулась на Палау, а 17 липня сюди ж прибули «Амацукадзе», «Уракадзе» і «Тохо-Мару».